# Zicherman Sándor
Zicherman Sándor Róbert (Ungvár, 1935. április 6. – Budapest, 2021. november 29.) magyar származású festőművész, szobrász, grafikus, éremművész. Tagja az Orosz Művészek Szövetségének, valamint a Magyar Képzőművészek és Iparművészek Szövetsége Érem Szakosztályának és a FIDEM-nek.

## Élete és munkássága
Gyermekkorát Beregszászban töltötte, itt kezdte meg tanulmányait. 1957-ben vett részt először képzőművészeti kiállításon az ungvári Képzőművészeti Galériában – akkor még autodidakta festőként. 1958-ban felvételt nyert Lvivben a Iparművészeti Főiskola monumentális festészeti szakára. Egy évvel később átiratkozott a szentpétervári Muhina Iparművészeti Főiskola monumentális festészeti szakára. Nemcsak a főiskola, hanem az Ermitázs és a többi jelentős múzeum, könyvtár is hozzájárult művészi fejlődéséhez. A festészeten kívül foglalkozott grafikával, szobrászattal és kerámiával is. 
1964-ben a főiskola elvégzése után az Urálba, Perm városába utazott, ahol a Képzőművészeti Alapnál dolgozott állami megrendeléseken, mint monumentalista szakember. A permi megyében több freskót, mozaikot, szgrafittót és kerámia domborművet, valamint három nagyméretű gobelint készített megrendelésre. Több, építészettel kapcsolatos munkán kívül sokat dolgozott a televíziónak és a színháznak is. 1966-ban a „Szocialista Urál” Orosz Országos Művészeti Kiállítás után felvették a Szovjet Képzőművészek Szövetségébe tagjelöltnek, majd 1975-ben rendes tagnak.
1969 és 1972 között több helyen élt és dolgozott, többek között Lvivben, Rigában, Jūrmalában, Moszkvában. 1972-ben Togliatti város vezetősége meghívta, hogy szervezze meg az akkor már 750 000 lakosú nagyváros kulturális életét. Ottléte alatt megalakította a Képzőművészeti Alapot, majd a Képzőművészek Szövetségét. Kezdeményezésére a város 12 nagyméretű műtermet építtetett, valamint az ő közreműködésével alakult meg a város művészeti múzeuma és egy nyolc osztályos (ezzel akkor egyedülálló) művészeti szakközépiskola is. A diákok rajzot, festészetet, szobrászatot, grafikát, dekoratív kompozíciót, kompozíciót, kerámiát, éremművészetet, gobelin-szövést, fafaragást, és művész-fotót, színjátszást, táncot, zenét tanultak. További monumentális munkákat készített Moszkvában, Elistában, Togliattiban, Izsevszkben. 1987-ben megszervezte az I. Orosz Kőfaragó Szobrász Szimpóziumot Togliattiban, június 1-jétől július 30-áig tíz szobrász részvételével (Moszkvából, Leningrádból), melynek eredményeképpen a város kapott ajándékba tíz nagyméretű gránitszobrot.
1989-ig 29 szovjet és összorosz kiállításon szerepelt munkáival, valamint részt vett az orosz művészeti kiállításokon több külföldi országban is.  Nemcsak festményei, hanem grafikái, érmei, szobrai, gobelinjei és kerámiái is a kiállított művek között voltak. Mozaikjai, sgraffitói és köztéri emlékművei ma is több orosz városban megtalálhatók. Kollektív kiállításokon kívül 1989-ig több mint harminc önálló tárlata is volt Oroszország különböző városaiban.
1989-ben családjával visszatelepült Magyarországra, Budapesten él és alkot. Azóta több mint hatvan önálló és kollektív kiállításon szerepelt Budapesten, vidéken, valamint több európai országban, mint például Németországban, Franciaországban, Dániában, Belgiumban, Oroszországban, Ausztriában, Portugáliában, Romániában, Ukrajnában. Munkái közgyűjteményekben szerepelnek, többek között: szentpétervári Ermitázs, szamarai Képzőművészeti Múzeum, szamarai Színházi Múzeum, Togliatti Városi Képzőművészeti Múzeum, Permi Történeti Múzeum, Udmurt Autonóm Köztársaság Képzőművészeti Múzeuma, Autovaz Múzeuma (Togliatti), Mari Autonóm Köztársaság Képzőművészeti Múzeum (Joskarola), Kárpátaljai Boksai József Képzőművészeti Múzeum, Lvivi Vallástörténeti Múzeum, Elisztai Kalmük Művészetek Múzeuma, Wroclavi Éremművészeti Múzeum, Budapesti Petőfi Múzeum, Budapesti Hadtörténeti Múzeum.
Művei megtalálhatók számos európai ország, valamint Kanada, Japán, Dél-Afrika és az Amerikai Egyesült Államok több magángyűjteményében is. Jelenleg is tagja a MAOE (Magyar Alkotóművészek Országos Egyesületének), a Magyar Képzőművészek és Iparművészek Szövetségének, az Orosz Képzőművészek Szövetségének, az A.I.A.P.-nak (Association International des Arts Plastiques) valamint a FIDEM-nek (International Art Medal Federation).

## Csoportos Kiállításai (válogatás)
- Megyei kiállítás „Kárpátaljai művészek”, Ungvár, 1957
- „Perm fiatal festői”, Perm, 1967
- „Szocialista Urál” – regionális művészeti kiállítás, Perm, 1967
- „Szovjet Emlékérmek” – Leningrád (Ermitázs), 1968
- „Fiatal Művészek 5. Kiállítása” (Nyugat-Ukrajnai régiók), Lvov, 1969
- Össz-szovjet éremművészek alkotócsoportjának kiállítása, Dzintari, 1969
- „Első Össz-szovjet Éremkiállítás”, Moszkva, Varsó, Budapest, 1970
- „Első Ukrán Köztársasági Rajz Kiállítás”, Kijev, 1971
- Megyei Művészeti Kiállítás, Perm, 1971
- „Szovjet Éremművészet”, Moszkva, Leningrád, Riga, Tallinn, Vilnius, Perm, 1971
- „Szovjet Éremművészet”, Berlin, 1972
- „Első Orosz Köztársasági Kisplasztikai Kiállítás”, Moszkva, 1972
- „A Képzőművészet Hete” Togliatti-i művészek kiállítása, Togliatti, 1973
- „Első Ukrán Éremművészeti Kiállítás”, Kijev, 1974
- „Kárpátaljai Művészek Kiállítása”, Ungvár, Kassa, Eperjes, Poprád, Bártfa, 1975
- „Második Össz-szovjet Éremkiállítás”, Moszkva, 1975
- Össz-szovjet Kisplasztikai Alkotói Csoport Kiállítása, Dzintari, 1975
- „Első Össz-szovjet Rajzkiállítás”, Moszkva, 1976
- „Második Össz-szovjet Kisplasztika Kiállítás”, Moszkva, 1976
- XVII. FIDEM Éremművészeti Világkiállítás, Budapest, 1977
- „A Káma Vidék Monumentális Művészete”, Perm, 1978
- Össz-szovjet jubileumi kiállítás Lenin születésének 110. évfordulójára, Moszkva, 1980
- Össz-szovjet alkotói csoport festményeinek kiállítása, Gurzuf (Krím), 1981
- „Szovjetunió a hazánk” Össz-szovjet Képzőművészeti Kiállítás, Moszkva, 1982
- „Össz-szovjet Szobrászati Kiállítás”, Moszkva, 1983
- Össz-szovjet alkotói csoport munkáinak kiállítása, Palanga (Lettország)
- Első Orosz Kőszobrász szimpózium”, Togliatti, 1987
- „Festők a flottának” Össz-szovjet alkotói csoport kiállítása, Tiksi, 1988
- 46. Őszi Kiállítás”, Hódmezővásárhely, 1998
- 12. „Arcok és Sorsok” portré biennále, Hatvan, 1999
- „Szocreál”, Budapest (HAAS Galéria), 1999
- FIDEM XXIX. Érem Világkiállítás, Seixal (Portugália), 2004
- „XV. Országos Érembiennále”, Sopron, 2005
- „Sumbrat Finno-Ugria”, Finnugor népek nemzetközi fesztiválja, Szaranszk (Mordvin Köztársaság), 2007
- FIDEM XXIX. Érem Világkiállítás, Colorado Springs, 2007
- „Ilku Marion és barátai”, Lviv, 2008
- „Nemzetközi Érembiennále”, Seixal (Portugália), 2008

## Egyéni Kiállításai (válogatás)
- Önálló kiállítás (érmek, festmények), Beregszász, 1971
- Önálló kiállítás, Togliatti, 1975
- Önálló kiállítás, Kujbisev (mai nevén Szamara), 1976
- „Zicherman Sándor új munkái”, Togliatti, 1979
- Önálló kiállítás (festmények, szobrok), Togliatti, 1981
- „Zicherman Sándor képei és érmei”, Beregszász, 1988
- „Zicherman Sándor festményei”, Budapest, 1990
- „Zicherman Sándor festményei”, Bécs, 1990
- „Zicherman Sándor festményei”, Franciaország, Saint-Leon-sur-Ille (Beausejour Kastély), 1991
- „Zicherman Sándor munkái” Brüsszel, 1991
- Önálló kiállítás, Nizza, 1992
- „Művészet a legmagasabb szinten”, Köln (TV-torony kilátója), 1992
- „Munkák a 90-es évekből”, Budapest (Orosz Kulturális Központ), 1997
- Önálló kiállítás, Greveenbroich, 1997
- „Észak – Dél”, Budapest, 1999
- „Pictura Textularis” Zicherman Sándor grafikái, Budapest (HAAS Galéria), 2000
- „Zicherman Sándor képei”, Geinsberg (Németország), 2000
- „Portrék”, Budapest (Orosz Kulturális Központ), 2001
- „Jakutföld”, Budapest (Magyarok Világszövetsége), 2001
- „A Kárpátoktól Jakutföldig”, Pécs, 2002
- „Oroszország templomai”, Budapest (Orosz Kulturális Központ), 2004
- Önálló kiállítás, Budapest (Kortárs Galéria), 2005
- „Zicherman Sándor gyűjteményes kiállítása”, Munkács, 2007
- Önálló kiállítás, Szamara (“Agni” kiadó galériája), 2007
- „Az élet színei”, Kijev, 2008
- Önálló kiállítás, Joskar-Ola, Mari El Köztársaság (Képzőművészeti Múzeum), 2008
- „Zicherman Sándor munkáinak retrospektív kiállítása”, Ugvár (Boksai József Képzőművészeti Múzeum), 2009
- Önálló kiállítás, Lviv (Primusz Galéria), 2010

## Köztéri munkái
- "Komi Permják motívumok", 2 db samott dombormű a permi televízió központi épületének a fogadótermében, Perm, 1965
- 10x6 méteres kerámia mozaik a berseti kulturális központ oldalfalán, (permi megye), 1966
- "50. éves a Szovjet állam", 150 négyzetméteres kerámia mozaik a krasznokamszki központi mozi épületén, 1967
- körülbelül 60 négyzetméteres, 3 színű szgrafittó az izsevszki főposta épületén, 1967
- 3 db, 9 négyzetméteres, háromszínű szgrafittó a permi úttörőtábor épületén, 1968
- mozaik a fotoszintézis témájára a Moszkva közelében lévő tudományos központban (Akadémiai városka), 1969
- 2 db, 150x600 cm-es színes mozaik-dombormű a Csehovi Szanatórium étkezőjében (Moszkvai terület),
- 2x4 méteres kerámia sztélé Papi, (beregszászi járás), 1979
- 2 db, 3x9 méteres színes üvegablak a Volgai Autógyár bemutató termében, Togliatti, 1984
- Négy nagy dombormű a Nagy Honvédő Háború győzelmének 40. évfordulójára elkészített emlékműnél (bronz, 1988, Togliatti)